# IBM 726
Die IBM 726 war das erste kommerzielle Bandlaufwerk zum Speichern von digitalen Daten auf Magnetband. Es wurde am 21. Mai 1952 als Peripherie für den IBM-Rechner IBM 701 vorgestellt.
Mit der 726 konnten größere Datenmengen als mit den bis dahin verfügbaren Trommelspeichern gespeichert werden. Das Bandlaufwerk war in der Lage, 7500 Zeichen pro Sekunde zu lesen oder zu speichern (anfänglich wurden die aus sechs Bits bestehenden Datengruppen von IBM noch nicht als Zeichen (characters), sondern als copy groups bezeichnet). Die Speicherung auf dem 1,25 Zentimeter breiten und 720 Meter langen Magnetband erfolgte in sieben Spuren; sechs davon nahmen je ein Bit auf, während die siebte für das Paritätsbit diente. Das aus Celluloseacetat bestehende und mit Eisenoxid beschichtete Band basierte auf der Technik damals üblicher Tonbänder. Die Kapazität eines Bandes betrug ungefähr 1,4 Megabytes.
Wesentlich an der Entwicklung beteiligt war James A. Weidenhammer.